# Patrick Tevreden
Patrick Tevreden, alias Tevé, is een Surinaams zanger. Hij trad op met NAKS en werd bekend van de groep Sukru Sani en de herleving van de kawinamuziek van 1987 tot 1993. Na zijn vertrek naar Nederland maakte hij deel uit van Master Blaster, Sukru Masters en Lobi Firi.

## Biografie
Tevreden groeide op bij zijn grootouders in Tourtonne, niet ver van het centrum van Paramaribo. Zijn ouders woonden toen in Nederland. Hij voelde zich vanaf jonge leeftijd aangetrokken tot de kawinamuziek. Deze stijl was toen echter naar de achtergrond verdwenen en alleen nog te horen in enkele speciale gelegenheden, vooral in het zuidelijke deel van de stad. Aan het eind van de middag kwamen zijn vrienden hem vaak opzoeken in Tourtonne. Van de Chinees kregen ze zoutvleesemmers waarmee ze naar een ontmoetingspunt bij de r.k.-begraafplaats trokken. Met stokken trommelden ze dan muziek na van bekende Surinaamse artiesten.
Vervolgens diende hij vijf jaar in het Surinaamse leger en leerde daar Henry Ceder en Kenneth Bron kennen die in het bandje van het leger speelden. Hierna kwam hij bij NAKS terecht. Hij herinnert zich dat hij toen als een van de jongste zangers muziek stond te spelen naast Johan Zebeda, een van zijn grote helden. Met NAKS maakte hij een tournee naar Frans-Guyana, Zuid-Frankrijk en Nederland.
Na zijn terugkeer richtte hij Sukru Sani op. Een andere oprichter van het eerste uur was Marcel Morman. Er was vrijwel meteen succes, waarbij de groepsleden geholpen werden door de pr-man van Radio KBC en fan, Guno Ravenberg. De groep bracht 132 nummers voort waarvan ongeveer de helft door Tevreden werden geschreven. Tijdens de hoogtijjaren werden meer dan twintig optredens per maand gegeven, waardoor de kawinamuziek terug was gekomen op de poppodia. De hit Pompo lollie werd met goud bekroond en bleek tot in de 21e eeuw een evergreen te zijn. Tevreden werd in 1991 uitgeroepen tot Beste zanger van het jaar.
Na de opheffing van Sukru Sani vertrok hij in april 1994 naar Nederland. Hij merkte dat de muziek van de groep ook daar niet aan de jongeren voorbij was gegaan. Hij kwam opnieuw in contact met Henry Ceder en Raymond van la Parra. Hij trad toe tot Master Blaster wat voor hem de overstap van kawina naar kaseko betekende. Twee jaar later voegde hij zich bij de groep Sukru Masters. Ze maakten tot 2005 kaskawi, oftewel kawinamuziek met een elektrische gitaar en bas. Na een rustpauze ging hij verder met zijn eigen band Lobi Firi.
Tevreden nam samen met andere artiesten van Surinaamse afkomst deel aan de Metahit Muziek Parade, wat een tournee was van begin tot eind 2018 langs cafés in Nederland. Ook was hij een van de uitgenodigde artiesten tijdens Kawina in Concert in december 2018.
In 2023 kondigde hij aan zijn muziekkennis te willen delen met jongeren. "Heel veel van onze legendarische kawina- en kaseko-artiesten overlijden zonder hun kennis te delen met anderen. Dit moet mij niet overkomen," aldus Tevreden.